# Polívnoie
Polívnoie (en rus: Поливное) és un poble (un possiólok) de l'óblast de Saràtov, a Rússia, segons el cens rus del 2018 tenia 39 habitants. Pertany al districte d'Aleksàndrov Gai.